# Hanny Alders
Hanny Alders (* 18. Juni 1946 in Rotterdam; † 22. Juli 2010) war eine niederländische Schriftstellerin und Bestsellerautorin.
Alders erster Roman Non nobis (deutsch: Der Schatz der Templer) erschien im Jahr 1987 und erhielt in den Niederlanden mit dem Goldenen Eselsohr den Preis für das bestverkaufte literarische Debüt. Ihr Schwerpunkt lag im Bereich des historischen Romans. 

## Werke
- In het spoor van de Katharen. Reisboek. Conserve, Schoorl 1999, ISBN 90-5429-120-6.
- In het spoor van de Moor. Een reis door het Spanje van de islam. Conserve, Schoorl 2004, ISBN 90-5429-177-X.
- In het spoor van de troubadour. Een zoektocht naar de liefde. Conserve, Schoorl 2002, ISBN 90-5429-155-9.
- Jan van Scorel. Ein Leben in Skizzen; ein biographischer Roman (niederl. Jan van Scorel). Heyn Verlag, Klagenfurt 1999, ISBN 3-85366-894-1.
- Die Rebellin von Avignon. Roman (niederl. De volmaakte ketter). Fischer, Frankfurt/M. 2002, ISBN 3-596-15292-5 (früher unter den Titeln Die Geliebte des Ketzers und Die Rebellin von Carcassonne)
- Der Schatz der Templer. Roman (nieder. Non nobis). Fischer, Frankfurt/M. 2005, ISBN 3-596-15178-3.
- Der Troubadour. Roman (niederl. Marcabru), Bastei-Lübbe, Bergisch Gladbach 2001, ISBN 3-404-14619-0.
- Waarom vraag je me te zingen...? Ee levensgeschiedenis. Conserve, Schoorl 1988, ISBN 90-71380-22-X.